# Demigod
Demigod är det sjunde studioalbumet av black/death metal-bandet Behemoth från Polen. Det utgavs 2004 av Regain Records och är producerat av sångaren i bandet, Adam Darski, tillsammans med Daniel Bergstrand. Albumet spelades in i Hendrix Studios, Lublin maj-juli 2004. Det mixades i Dug Out Studio, Uppsala under  juli-augusti 2004 och mastrades i Cutting Room, Stockholm i augusti 2004.
Text och musik på albumet är skrivna av Adam "Nergal" Darski, förutom texterna till The Nephilim Rising, Mysterium Coniunctionis (Hermanubis) och Slaves Shall Serve av Krzysztof Azarewicz och Before the Æons Came av Ch. Swinburne samt akustiskt intro till Sculpting the Throne ov Seth och outro till The Nephilim Rising av Patryk "Seth" Sztyber.
Gästmusiker på albumet är Karl Sandersmed ett gitarrsolo på "XUL" och Piotr Bañka på keyboard samt med orkestrering.

## Låtlista
1. "Sculpting the Throne ov Seth" - 4:41
2. "Demigod"  – 3:31
3. "Conquer All"  – 3:29
4. "The Nephilim Rising"  – 4:20
5. "Towards Babylon"  – 3:21
6. "Before the Æons Came"  – 2:58
7. "Mysterium Coniunctionis (Hermanubis)"  – 3:40
8. "XUL"  – 3:11
9. "Slaves Shall Serve"  – 3:04
10. "The Reign ov Shemsu-Hor"  – 8:26

## Banduppsättning
- Adam "Nergal" Darski - sång, gitarr
- Tomasz "Orion" Wróblewski - bas
- Zbigniew Robert "Inferno" Promiński - trummor
- Patryk "Seth" Sztyber - gitarr, sång

### Gästmusiker
- Karl Sanders - gitarrsolo på "XUL"
- Piotr Bañka - keyboard

### Produktion
- Arkadiusz "Malta" Malczewski – ljudtekniker
- Tomasz "Graal" Daniłowicz – omslagsdesign och omslagskonst
- Krzysztof Azarewicz – texter
- Thomas Eberger – mastering
- Sharon E. Wennekers – grammatisk konsultation
- Dominik Kulaszewicz – foto
- Krzysztof Sadowski – foto